# Dietrich Schernberg

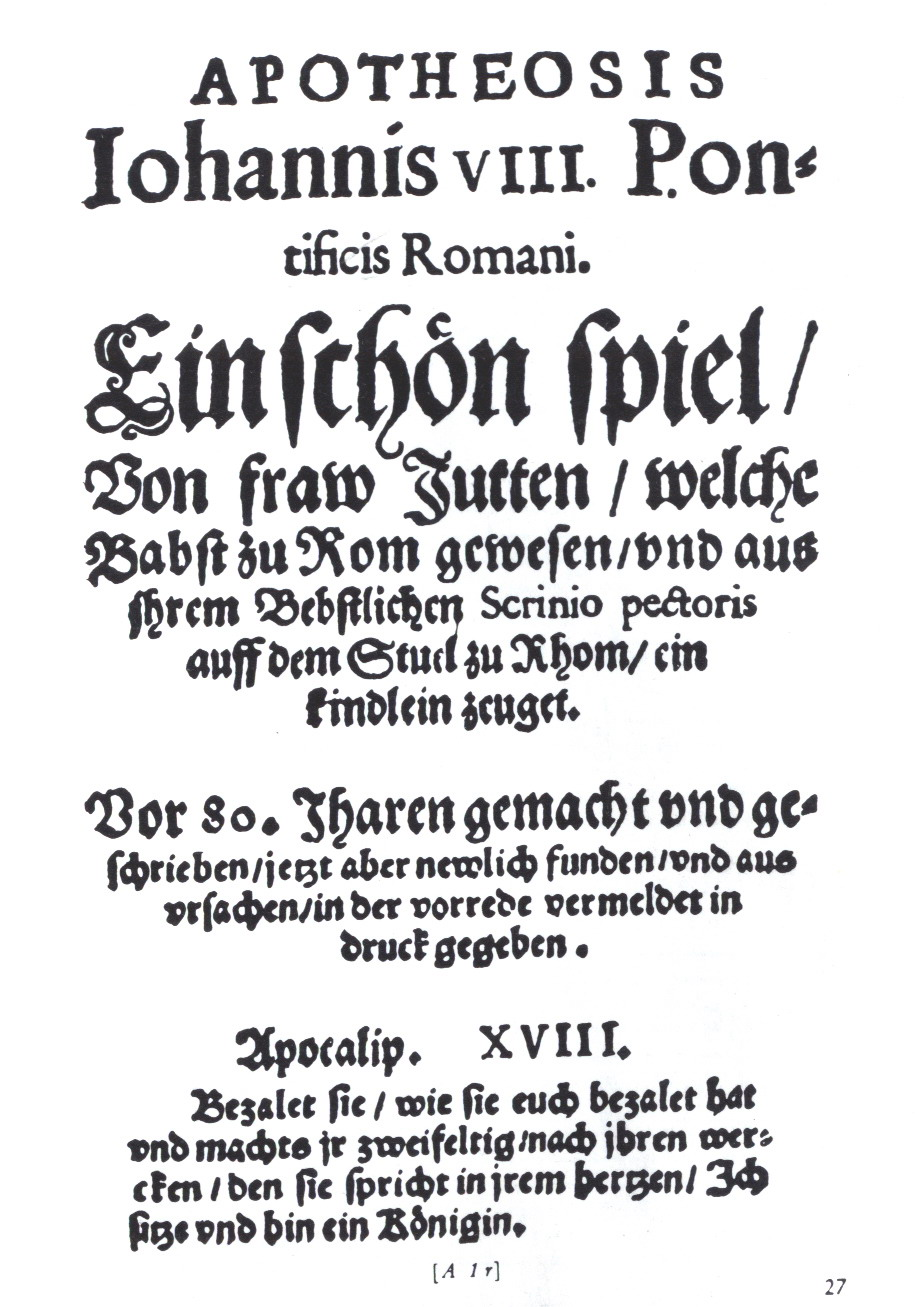
Titelseite des Erstdrucks

Dietrich Schernberg war um 1500 ein Notar und Geistlicher in Mühlhausen/Thüringen und Verfasser des Legendenspiels Spiel von Frau Jutten über die Päpstin Johanna.
Er ist in Unterlagen der Reichsstadt Mühlhausen 1483–1502 belegt und zwar als kaiserlicher Notar und Vikar der Johanneskapelle.
Das Teufelsbündler-Stück in 1724 Versen gilt als wichtiges Zeugnis für das vorreformatorische Drama. Es liegt nur in einem von Hieronymus Tilesius 1565 in Eisleben veranstalteten Druck vor.